# Kamiizumi Nobutsuna
Kamiizumi Nobutsuna (上泉 信綱?; 1508 – 3 febbraio 1577) è stato un samurai giapponese del periodo Sengoku noto per aver creato la scuola di combattimento Shinkage-ryū.

## Primi anni di vita
Kamiizumi nacque col nome Kamiizumi Hidetsuna nel castello di famiglia nella provincia di Kōzuke (l'odierna Maebashi, prefettura di Gunma). I Kamiizumi erano una piccola famiglia terriera proprietaria di alcune terre e al servizio del ramo Yamanouchi del clan Uesugi. Al momento della sua nascita la provincia di Kōzuke era contestata dagli Uesugi, dagli Hōjō e dai Takeda. La sua famiglia era originariamente un ramo del clan Ōgo che si trasferì nel vicino villaggio di Kamiizumi e ne prese il nome. Quando il ramo principale clan Ōgo si trasferì nella provincia di Musashi, la famiglia Kamiizumi prese il controllo del castello di Ōgo, ai piedi meridionali del monte Akagi.
Dall'età di 13 o 14 anni Kamiizumi fu istruito da un rōshi-zen di nome Tenmyō nel buddismo Zen e in altre filosofie orientali. In gioventù andò nella vicina provincia di Shimōsa e iniziò a studiare Nen-ryū e Shintō-ryū. Successivamente andò nella provincia di Hitachi e studiò Kage-ryū. Non è chiaro chi fossero gli insegnanti di Kamiizumi; in tutti i suoi scritti successivi segna l'inizio della trasmissione lineare della sua arte da se stesso. Era un giovane contemporaneo di Tsukahara Bokuden. Il lignaggio di Jikishinkage-ryū pone Kamiizumi al secondo posto dopo Matsumoto Bizen-no-kami. Il lignaggio di Hikita Kage-ryū pone Kamiizumi secondo o terzo dopo Aisu Ikōsai. Nello Yagyū Shinkage-ryū si ritiene che Kamiizumi abbia appreso Kage-ryū da Ikōsai ricevendo la trasmissione completa della scuola all'età di 23 anni. Alcuni anni dopo Kamiizumi imparò la strategia di battaglia e di divinazione da un uomo di nome Ogasawara Ujitaka.
Nei rotoli di Empi-no-Tachi che Kamiizumi diede a Yagyū Munetoshi e Marume Nagayoshi, scrisse di aver studiato Nen-ryū, Shintō-ryū, Kage-ryū e altre scuole e di aver sviluppato un'innovazione dalla scuola Kage-ryū e così chiamò la sua scuola Shinkage-ryū (nuova Kage-ryū). Nel suo libro Shōden Shinkage-ryū, Yagyū Toshinaga ipotizzò che Kamiizumi abbia creato lo Shinkage-ryū a metà degli anni 1530-1540.

## Come generale
Nel 1555 Hōjō Ujiyasu ordinò un attacco al castello di Ōgo, ora comandato da Kamiizumi. Kamiizumi si arrese al castello senza combattere e si unì a Ujiyasu. Lo stesso anno Uesugi Kenshin invase il Kōzuke occidentale per riprendere il castello di Hirai. Kamiizumi abbandonò l'alleanza con gli Hōjō e inviò messaggi agli Uesugi. Divenne uno dei generali degli Uesugi e aiutò quest'ultimi a scacciare le forze degli Hōjō. Kenshin prese il controllo totale di Kōzuke, pose Nagano Narimasa come governatore nel castello di Minowa e tornò alla sua base ad Echigo.
Kamiizumi si unì al servizio di Nagano e divenne rapidamente una delle "Sedici Lance della famiglia Nagano". In particolare si distinse quando Nagano attaccò il castello di Yamanaka e divenne noto come "il miglior spadaccino di Kōzuke". Nagano respinse gli attacchi di Takeda Shingen per sette anni dal castello di Minowa, ma morì nel 1561. Il suo erede, Nagano Narimori, aveva solo 16 anni, quindi la morte di Nagano fu tenuta nascosta il più a lungo possibile. Alla fine Shingen lo scoprì e nel 1563 (alcune fonti suggeriscono il 1566), invase il Kōzuke occidentale con una forza di oltre 10.000 soldati della provincia di Kai. Il Kōyō Gunkan indica l'invasione nel 1563, mentre le registrazioni di Chōnen-ji, il tempio dove fu sepolto Nagano, indicano al 1566. Il castello di Minowa fu completamente circondato e assediato. Narimori si tolse la vita il 22 febbraio, il morale della guarnigione crollò e il castello cadette il 28 dello stesso mese.
Kamiizumi uscì dal castello e fuggì nella parte orientale di Kōzuke, dove si unì a Kiryū Ōinosuke Naotsuna. Naotsuna morì poco dopo e suo figlio Matajirō Shigetsuna gli subentrò. Dopo questo Kamiizumi tornò al castello di Minowa. Non si conosce il motivo. Una storia racconta che tornò a causa dei molti amici ancora al castello, e lì si è unì al servizio di Naitō Masatoyo, il governatore nominato da Shingen. Oppure, secondo un'altra storia, colpito dal valore di Kamiizumi, Shingen lo invitò a unirsi ai Takeda dopo la caduta del castello di Minowa. Cosa successe esattamente non è chiaro, ma di sicuro Kamiizumi divenne un funzionario minore al servizio del clan Takeda.
Una storia comune è che, in riconoscimento della sua straordinaria abilità nella difesa del castello, Takeda Shingen permise a Kamiizumi l'uso del kanji ((letto come "shin" in "Shingen", o "nobu" come in "Harunobu") nel suo nome, e in seguito Kamiizumi divenne noto come Nobutsuna. Tuttavia nella licenza di trasmissione postuma concessa a Yagyū Munetoshi nel 1565, Kamiizumi si firma come "Kamiizumi Ise-no-kami Fujiwara-no-Hidetsuna", e nelle pergamene date a Munetoshi l'anno successivo si firma come "Kamiizumi Ise-no- kami Fujiwara-no-Nobutsuna". Se il castello di Minowa cadde nel 1563, Kamiizumi stava ancora usando "Hidetsuna" come nome due anni dopo. Se cadde nel 1566, Kamiizumi stava usando "Nobutsuna" prima che Takeda Shingen attaccasse. Il cambio di nome era comune in quell'epoca ed è probabile che il cambiamento in Nobutsuna non fosse correlato a Takeda Shingen.

## Diffusione del Shinkage-ryū
Dopo essersi unito al servizio di Nagano, Kamiizumi fece numerosi viaggi a Kyoto, allora capitale. Nel 1558 incontrò lì un giovane Marume Nagayoshi. Durante un viaggio a Kyoto alla fine del 1563 conobbe Yagyū Munetoshi e rimase nel villaggio di Yagyū per circa un anno e mezzo prima di arrivare nella capitale nel 1564. Durante uno di questi viaggi, Kamiizumi e Marume dimostrarono lo Shinkage-ryū allo shōgun Ashikaga Yoshiteru. Yoshiteru ne scrisse un certificato di ammirazione, dichiarando la scuola di Kamiizumi senza eguali nella terra e lodando la performance di Marume. Il certificato non è datato. Successivamente Kamiizumi si sarebbe trasferito a Kyoto, insegnando Shinkage-ryū a vari cortigiani e nobili dello shogunato Ashikaga.
Kamiizumi raccolse moltissimi studenti. Una fonte afferma che avesse 84 discepoli con sé quando andò a Kyoto nel 1564, e l'anno successivo lo stesso Kamiizumi scrisse a Munetoshi che aveva centinaia di discepoli, presumibilmente sparsi in tutto il Giappone. Tra i suoi famosi studenti ci furono Yagyū Munetoshi, la cui linea di Shinkage-ryū esiste ancora oggi; Hikita Bungorō, nipote di Kamiizumi e fondatrice della scuola Hikita Kage-ryū; Hōzōin In'ei, un monaco che fondò la scuola Hōzōin-ryū sōjutsu; Marume Nagayoshi, fondatrice della Taisha-ryū; Nonaka Shinkura, fondatrice della Shin Shinkage Ichiden-ryū; e Komagawa Kuniyoshi, fondatore della Komagawa Kaishin-ryū.

## Anni successivi e morte
Un consigliere di Kyōto di nome Yamashina Tokitsugu scrisse nel suo diario che Kamiizumi arrivò nella capitale nel 1570. Rimase con Yamashina per circa due anni, insegnando lo Shinkage-ryū e servendo quest'ultimo. Durante questo periodo era conosciuto come Kamiizumi Musashi-no-kami Nobutsuna, o talvolta Ōgo Musashi-no-kami. Nel 1572 visitò il villaggio di Yagyū, quindi tornò nel Giappone orientale, con una lettera di presentazione scritta da Yamashina per il clan Yūki della provincia di Shimōsa. L'ultimo scritto noto di Kamiizumi è presente nei registri di Seirin-ji, un tempio buddista zen costruito nella città in cui un tempo sorgeva il castello di famiglia di Kamiizumi. Il documento indica che Kamiizumi aiutò a fondare il tempio nel 1577, erigendo una lapide e pagando per i servizi. Il tempio si trova ancora a Maebashi, nella prefettura di Gunma.
Non è noto quando Kamiizumi morì. Un documento rileva che morì nel 1572, ma questo è chiaramente contraddetto dagli scritti Seirin-ji sopra menzionati. Un altro documento afferma che morì nel 1577 nel villaggio di Yagyū, ma la famiglia Yagyū non riporta alcuna testimonianza, e mentre c'è un memoriale per lui lì, non c'è tomba. Una teoria è che la lapide e i servizi detenuti nel 1577 erano per lo stesso Kamiizumi, mentre un'altra è che la lapide e i servizi erano per il dodicesimo anniversario della morte di suo figlio, rito comune in Giappone. Un documento di Kiraku-ryū, una scuola di jujutsu con sede nella zona di Gunma, afferma che Kamiizumi morì a Odawara nel 1577, mentre un documento della famiglia Kamiizumi suggerisce che morì a Odawara nel 1582.

## Impatto
Kamiizumi è considerato una figura importante nello sviluppo del kenjutsu. Attraverso i suoi studenti più importanti, numerose tradizioni della scuola furono create e diffuse in tutto il Giappone. Molte scuole ancora esistenti dichiarano Kamiizumi quale fondatore, cofondatore o progenitore. Queste scuole includono le (Yagyū) Shinkage-ryu, Jikishinkage-ryū, Kashima Shin-ryū, Taisha-ryū e Komagawa Kaishin-ryū.
È popolarmente accreditato come l'inventore del fukuro-shinai, una spada da allenamento fatta di bambù diviso in una custodia di pelle, che consente ai praticanti di esercitarsi e dondolare con la massima forza senza paura della morte o di gravi lesioni. La versione particolare usata nello Yagyū Shinkage-ryū è chiamata hikihada-shinai, "shinai di rospo". La custodia in pelle è realizzata in pelle di mucca o cavallo, ma dopo essere stata laccata ricorda la pelle di un hikigaeru (rospo).
L'Honchō Bugei Shōden, una raccolta di racconti storici della metà del periodo Edo, ne narra uno in cui Kamiizumi si stava recando al tempio Myōkō-ji, a Ichinomiya, nella prefettura di Aichi. Un pazzo aveva rapito un bambino e si nascondeva in una stalla con una spada. Kamiizumi si rasò la testa, prese in prestito una kesa da un prete e si avvicinò al fienile con due palle di riso. Kamiizumi usò le palline di riso per indurre l'uomo a far cadere la guardia, quindi lo afferrò rapidamente e salvò il bambino. Questo episodio è stato successivamente utilizzato dal regista Akira Kurosawa nel suo film I sette samurai.
Nel 2008 la città di Maebashi celebrò il cinquecentesimo anniversario della nascita di Kamiizumi con un festival. Il festival fu tenuto presso la tomba di Kamiizumi e fu inaugurata una statua in bronzo di Kamiizumi alta 2,5 metri, con in mano un fukuro-shinai. Yagyū Koichi, discendente lineare dello studente di Kamiizumi, Yagyū Munetoshi, fece una dimostrazione Shinkage-ryū con i suoi studenti.